# Shenzhou 11
Shenzhou 11 (chinesisch 神舟十一號 / 神舟十一号, Pinyin Shénzhōu Shíyī Hào) ist die Bezeichnung für einen bemannten Raumflug der Volksrepublik China. Der Start erfolgte am 16. Oktober 2016 um 23:34 Uhr UTC, die Landung am 18. November 2016.

## Besatzung
Die Besatzung bestand aus zwei Raumfahrern, der dritte Platz des Shenzhou-Raumschiffs blieb unbesetzt. Die Besatzungsmitglieder waren:
- Jing Haipeng, Kommandant, dritter Raumflug
- Chen Dong, erster Raumflug

Die Mitglieder der Ersatzmannschaft waren:
- Deng Qingming, Kommandant, erster Raumflug
- Tang Hongbo, erster Raumflug[3]

## Missionsverlauf

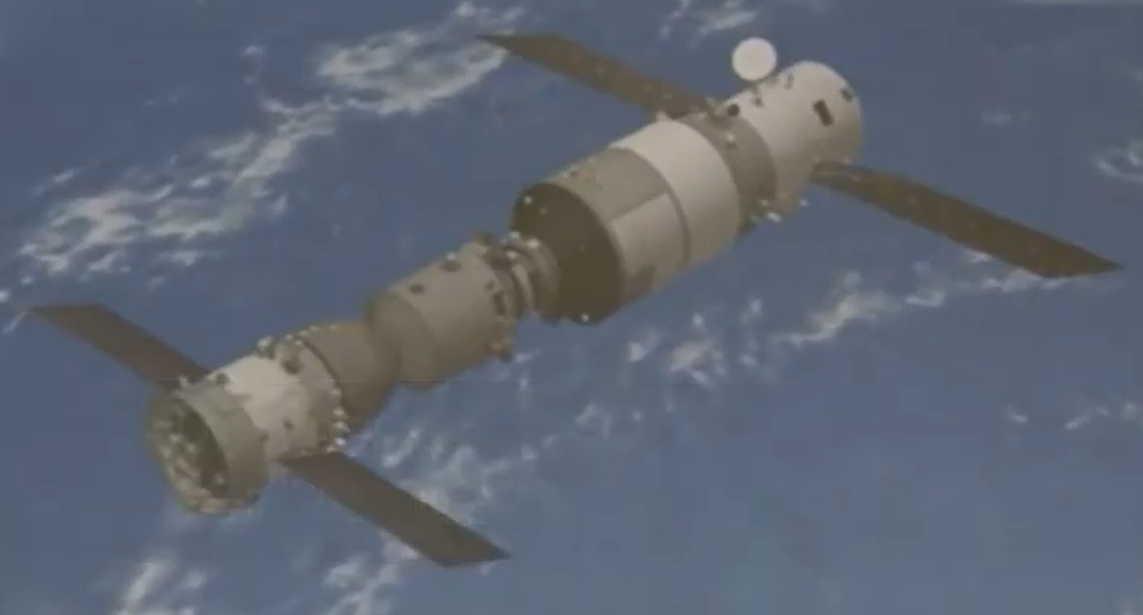
Shenzhou 11 nach der Ankoppelung an Tiangong 2 (rechts)

Nach zwei Tagen Flugzeit koppelte Shenzhou 11 am 18. Oktober am Raumlabor Tiangong 2 an, welches seit dem 15. September 2016 die Erde umkreiste.
Die beiden Raumfahrer blieben fast einen Monat an Bord des Raumlabors und führten sowohl wissenschaftliche Experimente als auch Wartungsarbeiten durch. Zum Vergleich: die beiden Besatzungen von Tiangong 1 blieben nur neun bzw. elf Tage. Die Experimente galten als wichtige Voraussetzung für den Bau der permanenten chinesischen Raumstation, die im November 2022 fertiggestellt wurde.
Während der Mission kam es dazu, dass das angekoppelte Raumschiff durch Weltraummüll gefährdet wurde. Das Raumfahrtkontrollzentrum Peking leitete jedoch rechtzeitig ein Ausweichmanöver ein und der Vorfall hatte weiter keine Konsequenzen.
Bei der Chinesischen Raumstation, wo ein Raumschiff für sechs Monate angekoppelt bleibt, ist die Wahrscheinlichkeit für eine Beschädigung jedoch deutlich höher. Daher wird auf dem Kosmodrom Jiuquan seit 2021 ständig ein fertig montiertes Rettungsraumschiff mit Rakete bereitgehalten.
Die Landung in der Inneren Mongolei erfolgte am 18. November 2016 um 05:59 Uhr UTC,
diesmal allerdings nicht auf dem Hauptlandeplatz der Strategischen Kampfunterstützungstruppe auf dem Gebiet des Dörbed-Banners, sondern aufgrund starken Nordwestwinds 200 km weiter östlich auf dem Gebiet des Rechten Söned-Banners, in der Nähe der Taktischen Heeresausbildungsbasis Zhurihe (中国人民解放军陆军朱日和合同战术训练基地), ein 1066 km² großer Truppenübungsplatz. Um 06:12 Uhr UTC öffnete Kommandant Jing Haipeng von innen die Tür der Kapsel und die Sanitäter halfen ihm und Chen Dong beim Herausklettern.
Das in der Umlaufbahn zurückgelassene Orbitalmodul des Raumschiffs trat am 6. Oktober 2020 in die Atmosphäre ein und verglühte.